# Oecetis flavicoma
Oecetis flavicoma är en nattsländeart som beskrevs av Wolfram Mey 1998. Oecetis flavicoma ingår i släktet Oecetis och familjen långhornssländor. Inga underarter finns listade i Catalogue of Life.